# Scott-Marcondes César
L'equip Scott-Marcondes César, (codi UCI: SCJ) va ser un equip ciclista brasiler.

## Història
Va ser amateur fins a les temporades 2007 i 2008 que va pujar a categoria Continental. El 2009 va perdre la categoria però el 2010 va esdevenir Continental professional. A l'agost d'aquell any, i després de denúncies d'impagament, l'UCI el va suspendre. El municipi São José dos Campos es va fer càrrec de l'equip però un altre cop de manera amateur.

## Principals victòries
- Copa Amèrica de Ciclisme: Nilceu dos Santos (2005, 2006, 2007, 2008)
- Volta a Rio de Janeiro: Matías Médici (2007)
- Giro a l'Interior de São Paulo: Maurício Morandi (2008)

### Grans Voltes
- Tour de França
  - 0 participacions

- Giro d'Itàlia
  - 0 participacions

- Volta a Espanya
  - 0 participacions

## Classificacions UCI
L'equip participà les temporades 2007, 2008 i 2010 en les proves dels circuits continentals i principalment en les curses del calendari de l'UCI Amèrica Tour. Aquesta taula presenta les classificacions de l'equip als circuits, així com el seu millor corredor en la classificació individual.
UCI Amèrica Tour
| Temporada | Classificació per equips | Millor ciclista en la classificació individual |
| --------- | ------------------------ | ---------------------------------------------- |
| 2007      | 2n                       | Nilceu dos Santos (5è)                         |
| 2008      | 10è                      | Edgardo Simón (43è)                            |
| 2010      | 9è                       | Jorge Giacinti (40è)                           |